# Done with Mirrors Tour
Done with Mirrors Tour – trzecia trasa koncertowa grupy muzycznej Aerosmith, obejmująca wyłącznie USA; w jej trakcie odbyło się dziewięćdziesiąt jeden koncertów.
1. 23 sierpnia 1985 – East Troy, Wisconsin – Alpine Valley Music Theatre
2. 24 sierpnia 1985 – Clarkston, Michigan – Pine Knob Music Theater
3. 25 sierpnia 1985 – Rochester, Nowy Jork – Silver Stadium
4. 27 sierpnia 1985 – Saratoga Springs, Nowy Jork – Saratoga Performings Arts Center
5. 2 września 1985 – Phoenix, Arizona – Compton Terrace Amphitheater
6. 14 września 1985 – Lynn, Massachusetts – Manning Bowl
7. 22 września 1985 – Honolulu, Hawaje – Neal S. Blaisdell Arena
8. 6 listopada 1985 – Boston, Massachusetts – Orpheum Theater
9. 7 listopada 1985 – Boston, Massachusetts – Orpheum Theater
10. 17 stycznia 1986 – Seattle, Waszyngton – Seattle Center Coliseum
11. 19 stycznia 1986 – Spokane, Waszyngton – Spokane Coliseum
12. 20 stycznia 1986 – Portland, Oregon – Memorial Coliseum
13. 21 stycznia 1986 – Medford, Oregon – Jackson County Auditorium
14. 23 stycznia 1986 – Reno, Nevada – Lawlor Events Center
15. 24 stycznia 1986 – Daly City, Kalifornia – Cow Palace
16. 27 stycznia 1986 – Fresno, Kalifornia – Selland Arena
17. 28 stycznia 1986 – Bakersfield, Kalifornia – Bakersfield Centennial Garden
18. 29 stycznia 1986 – Bakersfield, Kalifornia – Bakersfield Centennial Garden
19. 30 stycznia 1986 – Las Vegas, Nevada – Thomas & Mack Center
20. 31 stycznia 1986 – Los Angeles, Kalifornia – Los Angeles Memorial Sports Arena
21. 1 lutego 1986 – San Bernardino, Kalifornia – Orange Pavilion
22. 3 lutego 1986 – Albuquerque, Nowy Meksyk – Tingley Coliseum
23. 5 lutego 1986 – El Paso, Teksas – El Paso County Coliseum
24. 6 lutego 1986 – Lubbock, Teksas – Lubbock Municipal Coliseum
25. 8 lutego 1986 – Lafayette, Luizjana – Cajundome
26. 11 lutego 1986 – Corpus Christi, Teksas – Memorial Coliseum
27. 12 lutego 1986 – San Antonio, Teksas – Freeman Coliseum
28. 14 lutego 1986 – Odessa, Teksas – Ector County Coliseum
29. 15 lutego 1986 – Oklahoma City, Oklahoma – Myriad Convention Center
30. 16 lutego 1986 – Amarillo, Teksas – Amarillo Civic Center
31. 18 lutego 1986 – Beaumont, Teksas – Beaumont Civic Center
32. 20 lutego 1986 – Dallas, Teksas – Reunion Arena
33. 21 lutego 1986 – Houston, Teksas – The Summit
34. 7 marca 1986 – Landover, Maryland – Capital Centre
35. 8 marca 1986 – Filadelfia, Pensylwania – Spectrum
36. 11 marca 1986 – Worcester, Massachusetts – Worcester Centrum
37. 12 marca 1986 – Worcester, Massachusetts – Worcester Centrum
38. 14 marca 1986 – Salisbury, Maryland – Wicomico Youth and Civic Center
39. 15 marca 1986 – New Haven, Connecticut – New Haven Coliseum
40. 16 marca 1986 – Springfield, Massachusetts – Springfield Civic Center
41. 18 marca 1986 – Providence, Rhode Island – Providence Civic Center
42. 19 marca 1986 – Syracuse, Nowy Jork – Onondaga War Memorial
43. 20 marca 1986 – Pittsburgh, Pensylwania – Pittsburgh Civic Arena
44. 22 marca 1986 – Norfolk, Wirginia – Norfolk Scope
45. 23 marca 1986 – Richmond, Wirginia – Richmond Coliseum
46. 25 marca 1986 – Atlanta, Georgia – Omni Coliseum
47. 26 marca 1986 – Lakeland, Floryda – Lakeland Civic Center
48. 28 marca 1986 – Pembroke Pines, Floryda – Hollywood Sportatorium
49. 29 marca 1986 – North Fort Myers, Floryda – Lee County Civic Center
50. 30 marca 1986 – Jacksonville, Floryda – Jacksonville Memorial Coliseum
51. 1 kwietnia 1986 – Nashville, Tennessee – Nashville Municipal Auditorium
52. 2 kwietnia 1986 – Knoxville, Tennessee – James White Civic Coliseum
53. 3 kwietnia 1986 – Johnson City, Tennessee – Freedom Hall
54. 4 kwietnia 1986 – Charlotte, Karolina Północna – Charlotte Coliseum
55. 5 kwietnia 1986 – Glens Falls, Nowy Jork – Glens Falls Civic Center
56. 8 kwietnia 1986 – New York City, Nowy Jork – Madison Square Garden
57. 10 kwietnia 1986 – Hershey, Pensylwania – Hersheypark Arena
58. 12 kwietnia 1986 – East Rutherford, New Jersey – Brendan Byrne Arena
59. 13 kwietnia 1986 – Bethlehem, Pensylwania – Stabler Arena
60. 15 kwietnia 1986 – Glens Falls, Nowy Jork – Glens Falls Civic Center
61. 16 kwietnia 1986 – Portland, Maine – Cumberland County Civic Center
62. 20 kwietnia 1986 – Fort Worth, Teksas – Tarrant County Convention Center
63. 23 kwietnia 1986 – Corpus Christi, Teksas – Memorial Coliseum
64. 24 kwietnia 1986 – San Antonio, Teksas – Freeman Coliseum
65. 1 maja 1986 – Binghamton, Nowy Jork – Broome County Veterans Memorial Arena
66. 2 maja 1986 – Erie, Pensylwania – Louis T. Jullio Arena
67. 4 maja 1986 – Rochester, Nowy Jork – Rochester Community War Memorial
68. 5 maja 1986 – Rochester, Nowy Jork – Rochester Community War Memorial
69. 6 maja 1986 – Toledo, Ohio – Toledo Sports Arena
70. 8 maja 1986 – Rosemont, Illinois – Rosemont Horizon
71. 9 maja 1986 – Bloomington, Minnesota – Met Center
72. 11 maja 1986 – Peoria, Illinois – Peoria Civic Center
73. 12 maja 1986 – Cedar Rapids, Iowa – Five Seasons Center
74. 14 maja 1986 – Omaha, Nebraska – Omaha Civic Auditorium
75. 16 maja 1986 – Columbus, Ohio – Battelle Hall
76. 17 maja 1986 – Indianapolis, Indiana – Market Square Arena
77. 18 maja 1986 – Kalamazoo, Michigan – Wings Stadium
78. 19 maja 1986 – Kalamazoo, Michigan – Wings Stadium
79. 20 maja 1986 – Saginaw, Michigan – Wendler Arena
80. 22 maja 1986 – Detroit, Michigan – Joe Louis Arena
81. 23 maja 1986 – Richfield, Ohio – Richfield Coliseum
82. 24 maja 1986 – Cincinnati, Ohio – Riverbend Music Center
83. 26 maja 1986 – Des Moines, Iowa – Iowa State Fairgrounds
84. 27 maja 1986 – St. Louis, Missouri – Kiel Auditorium
85. 30 maja 1986 – East Troy, Wisconsin – Alpine Valley Music Theater
86. 5 czerwca 1986 – Roanoke, Wirginia – Roanoke Civic Center
87. 6 czerwca 1986 – Columbia, Karolina Południowa – Carolina Coliseum
88. 25 czerwca 1986 – Hartford, Connecticut – Hartford Civic Center
89. 3 sierpnia 1986 – Filadelfia, Pensylwania – Spectrum
90. 25 sierpnia 1986 – Syracuse, Nowy Jork – Empire Expo Center
91. 31 sierpnia 1986 – Foxborough, Massachusetts – Sullivan Stadium